# My Heart of Stone Tour
Die My Heart of Stone Tour war die dritte Solo-Tournee des deutschen Synthip-Pop-Sängers Peter Heppner.

## Hintergrund
Die My Heart of Stone Tour diente als Promotion für Heppners zweites Studioalbum My Heart of Stone und zog sich von November 2012 bis April 2013. Es erfolgten insgesamt 21 Konzerte in drei Ländern. Die Tour führte Heppner durch 18 deutsche Städte, zweimal nach Russland sowie einmal nach Griechenland. Griechenland und Russland besuchte Heppner zum zweiten Mal während seiner Solo-Karriere. Bereits bei seiner ersten Tour gab er zwei Konzerte in Russland. In Griechenland gab er bereits auf Clubtour ein Konzert im Jahr 2010. Mit seinem ehemaligen Band-Projekt Wolfsheim trat er auch schon 2004 im Rodon Club in Athen auf. Als Tour-Manager fungierte Kai Lotze.
Während des Konzertes in der Meier Music Hall in Braunschweig kam es während des zweiten Liedes I Won’t Give Up zu einem Zusammenbruch des Systems, sodass das Lied erneut gespielt wurde.

## Touränderungen
Kurz nach Bekanntgabe der Tournee, wurde das Konzert in Magdeburg vom 30. November 2012 von der Factory in das AMO Kultur- und Kongreßhaus verlegt.

## Band-Mitglieder
- Achim Färber: Schlagzeug[1] (Fiel krankheitsbedingt im März 2013 aus)[4]
- Peter Heppner: Gesang
- Carsten Klatte: Gitarre[1]
- Dirk Riegner: Keyboard[1]
- Lars Watermann: Schlagzeug[1] (Ersetzte den krankheitsbedingt verhinderten Färber bei den Konzerten im März 2013)[4]

## Vorgruppen
- Kosmos (Dresden, Erfurt und Magdeburg)
- Moonrise (Leipzig, Berlin und Mannheim)
- Solar Fake (alle Deutschland-Konzerte außer: Leipzig, Berlin und Mannheim)[5][6]

## Tourdaten
| Datum             | Stadt             | Veranstaltungsort    | Land         |
| ----------------- | ----------------- | -------------------- | ------------ |
| 23. November 2012 | Dresden           | Straße E             | Deutschland  |
| 24. November 2012 | Erfurt            | Gewerkschaftshaus    | Deutschland  |
| 26. November 2012 | Dortmund          | Freizeitzentrum West | Deutschland  |
| 27. November 2012 | Köln              | Live Music Hall      | Deutschland  |
| 28. November 2012 | Bremen            | Schlachthof          | Deutschland  |
| 30. November 2012 | Magdeburg         | AMO                  | Deutschland  |
| 1. Dezember 2012  | Leipzig           | Anker                | Deutschland  |
| 2. Dezember 2012  | Berlin            | C-Club               | Deutschland  |
| 4. Dezember 2012  | Mannheim          | Alte Seilerei        | Deutschland  |
| 5. Dezember 2012  | München           | Backstage            | Deutschland  |
| 6. Dezember 2012  | Nürnberg          | Hirsch               | Deutschland  |
| 1. März 2013      | Hamburg           | Markthalle           | Deutschland  |
| 2. März 2013      | Rostock           | M.A.U. Club          | Deutschland  |
| 3. März 2013      | Potsdam           | Waschhaus            | Deutschland  |
| 5. März 2013      | Frankfurt am Main | Batschkapp           | Deutschland  |
| 6. März 2013      | Braunschweig      | Meier Music Hall     | Deutschland  |
| 8. März 2013      | Glauchau          | Alte Spinnerei       | Deutschland  |
| 9. März 2013      | Görlitz           | Landskron            | Deutschland  |
| 19. April 2013    | Athen             | Kyttaro Live Club    | Griechenland |
| 25. April 2013    | Moskau            | Moscow Hall          | Russland     |
| 26. April 2013    | St. Petersburg    | Avrora Club          | Russland     |

## Setlist
Die Setlist bestand teils aus Liedern des aktuellen Albums, sowie zum Teil aus einer Zusammenstellung von Liedern des vorangegangenen Albums solo, Gastbeiträgen und Wolfsheim-Stücken. Während des ersten Tourabschnitts im Jahr 2012, präsentierte er mit Dream of Christmas ein neues Stück. Dabei handelt es sich um ein neu geschriebenes Weihnachtslied, welches Heppner erstmals während der Tour spielte. Es war Teil der zweiten Zugabe und bildete den Konzertabschluss. Bei dem Konzert im Berliner C-Club am 2. Dezember 2012 spielte Heppner erstmals während der ersten Zugabe das Lied Genau entgegengesetzt. Es war bislang das einzige Mal, dass Heppner das Stück live präsentierte. Das Konzert war mit 22 Titeln zugleich das längste der Tour. Die folgende Liste ist eine Übersicht des Hauptsets, die Heppner während der Tour spielte (Frankfurt am Main):
1. Intro
2. I Won’t Give Up
3. Alleinesein
4. Meine Welt
5. Vielleicht?
6. Being Me
7. Once in a Lifetime
8. Künstliche Welten
9. Deserve to Be Alone
10. God Smoked
11. Cry Tonight
12. Dream of You
13. Kein Zurück
14. Give Us What We Need (Truth Is Not the Key)
15. The Sparrows and the Nightingales
16. Das geht vorbei

Zugabe 1:
1. Leben … I Feel You
2. Wir sind wir

Zugabe 2:
1. Whenever I Miss You
2. Die Flut[10]